# El somni de Cassandra
El somni de Cassandra (títol original en anglès Cassandra's Dream) és una pel·lícula estatunidenca de Woody Allen de 2007.

## Argument
El somni de Cassandra narra la història de l'Ian (Ewan McGregor) i el seu germà petit Terry (Colin Farrell). Malgrat les seves dificultats econòmiques, ambdós adquireixen un veler de segona mà anomenat "Cassandra's Dream", amb la idea de condicionar-lo i navegar-hi els caps de setmana. L'Ian coneix l'atractiva Angela (Hayley Atwell), una jove actriu nouvinguda a Londres a la recerca d'un futur d'èxit en el món de la interpretació, i immediatament se sent fascinat per ella. D'altra banda, la debilitat d'en Terry pel joc provocarà que ambdós conflueixin en un carreró sense sortida en què la seva situació financera es torna extremadament delicada.
L'aparició del seu oncle Howard (Tom Wilkinson), nouvingut dels Estats Units i amb un passat aparentment replet d'èxits econòmics, suposa un alleugeriment per a l'economia dels germans. Però tot té un preu. En Tom els obligarà a infringir la llei, posant a prova la seva moral, i provocant una sèrie d'esdeveniments que donaran lloc a conseqüències inesperades.

## Repartiment
- Colin Farrell: Terry
- Ewan McGregor: Ian
- John Benfield: Pare
- Clare Higgins: Mare
- Ashley Madekwe: Lucy
- Andrew Howard: Jerry
- Hayley Atwell: Angela Stark
- Sally Hawkins: Kate
- Tom Wilkinson: Howard